# Vera Pursnani
Vera Pursnani (* 26. November 2004) ist eine britische Tennisspielerin.

## Karriere
Pursnani spielt hauptsächlich auf Turnieren der ITF Women’s World Tennis Tour, wo sie bislang aber noch keinen Titel gewinnen konnte.
2020 erhielt sie eine Wildcard für ihr erstes Turnier auf der WTA Tour, den Dubai Duty Free Tennis Championships. Sie scheiterte aber bereits in der ersten Runde der Qualifikation an Gabriela Dabrowski mit 0:6 und 0:6.